# Филиппов, Валерий Владимирович
Вале́рий Владими́рович Фили́ппов (род. 28 ноября 1975) — российский шахматист, гроссмейстер (1996). По профессии программист.

## Шахматная карьера
Многократный участник личных чемпионатов России.
Участник 11-и командных чемпионатов России в составе команд спортивной школы олимпийского резерва Кузбасса, г. Кемерово (1994—1995), «Ямал», г. Ноябрьск (1998), «Сибирь», г. Томск (1999—2003), «Ладья», г. Казань (2004—2006). Выиграл 4 командные медали — 2 серебряные (1999, 2000) и 2 бронзовые (2003, 2005), а также 4 медали в индивидуальном зачёте — 2 золотые (1999, 2000) и 2 серебряные (1995, 2001).
Участник чемпионата мира по шахматам ФИДЕ 2004 года. Выбыл из борьбы в 3-м круге, уступив А. И. Грищуку.
Победитель ряда турниров: «Кузбасс-95», Убеда Опен (1997), Мемориал Чигорина (2000), Мемориал Карлоса Торре (2000, 2002), Аэрофлот Опен (2004; поделил 1-е место с С. В. Рублевским и Р. А. Ваганяном).
Разделил 2-3 место (с Андреем Харитоновым) в финале 1-го Кубка России (1996—1997) в Сочи.
В составе сборной России участник 33-й олимпиады (1998) в г. Элисте (выступал за 2-ю сборную) и 12-го командного чемпионата Европы (1999) в г. Батуми.
В составе сборной г. Кемерова победитель 2-го командного чемпионата мира среди городов (1999) в г. Шэньяне.
Участник 8-и Кубков европейских клубов в составе команд «Сибирь», г. Томск (1999—2000, 2002—2003), «Газовик», г. Тюмень (2001) и «Ладья», г. Казань (2004—2006). Выиграл 3 командные медали — серебряную (2006) и 2 бронзовые (2001, 2004).

## Спортивные достижения
| Год  | Город           | Турнир                                      | + | − | = | Результат | Место                |
| ---- | --------------- | ------------------------------------------- | - | - | - | --------- | -------------------- |
| 1996 | Элиста          | 49-й чемпионат России                       | 2 | 3 | 6 | 5 из 11   | 32—40                |
| 1997 | Элиста          | 50-й чемпионат России                       |   |   |   | из        |                      |
| 1998 | Санкт-Петербург | 51-й чемпионат России                       | 3 | 5 | 3 | 4½ из 11  | 45—52                |
| 1998 | Элиста          | 33-я Олимпиада (за 2-й состав)              | 5 | 2 | 5 | 7½ из 12  |                      |
| 1999 | Москва          | 52-й чемпионат России                       |   |   |   | из        |                      |
| 1999 | Батуми          | 12-й командный чемпионат Европы             | 1 | 3 | 3 | 2,5 из 7  |                      |
| 1999 | Шэньян          | 2-й командный чемпионата мира среди городов | 3 | 2 | 4 | 5 из 9    | Команда — победитель |
| 2001 | Элиста          | 54-й чемпионат России                       | 3 | 4 | 2 | 4 из 9    | 38—47                |
| 2003 | Красноярск      | 56-й чемпионат России                       | 1 | 3 | 5 | 3½ из 9   | 64—74                |
| 2004 | Москва          | Аэрофлот Опен                               |   |   |   | из        | 1—3                  |

## Изменения рейтинга
| Графики недоступны из-за технических проблем. См. информацию на Фабрикаторе и на mediawiki.org. |